# Rhipidia discreta
Rhipidia discreta är en tvåvingeart som beskrevs av Edwards 1926. Rhipidia discreta ingår i släktet Rhipidia och familjen småharkrankar. Inga underarter finns listade i Catalogue of Life.